# Badische Küche

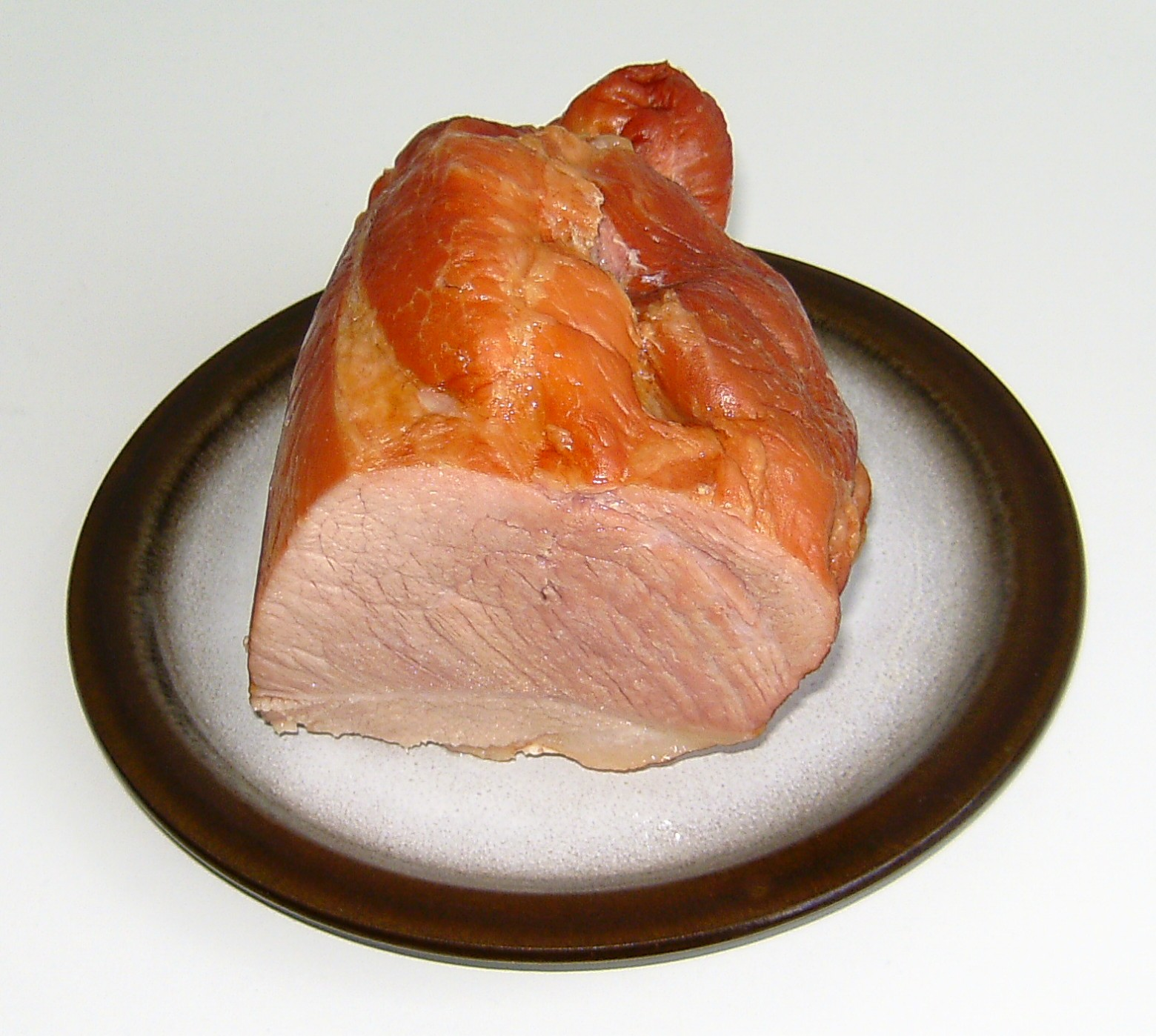
Badisches Schäufele

Als badische Küche bezeichnet man die Regionalküche der deutschen Kulturregion Baden.
Durch die klimatischen Vorteile des Oberrheinischen Tieflands ist der Weinbau typisch für Baden, siehe Baden (Weinanbaugebiet). Die Küche ist gekennzeichnet durch die Kombination, Abwandlung und Verfeinerung verschiedener Gerichte der benachbarten Küchen in Schwaben, im Elsass, in der Schweiz sowie der Französischen Küche.

## Vorspeisen
- Badische Schneckensuppe

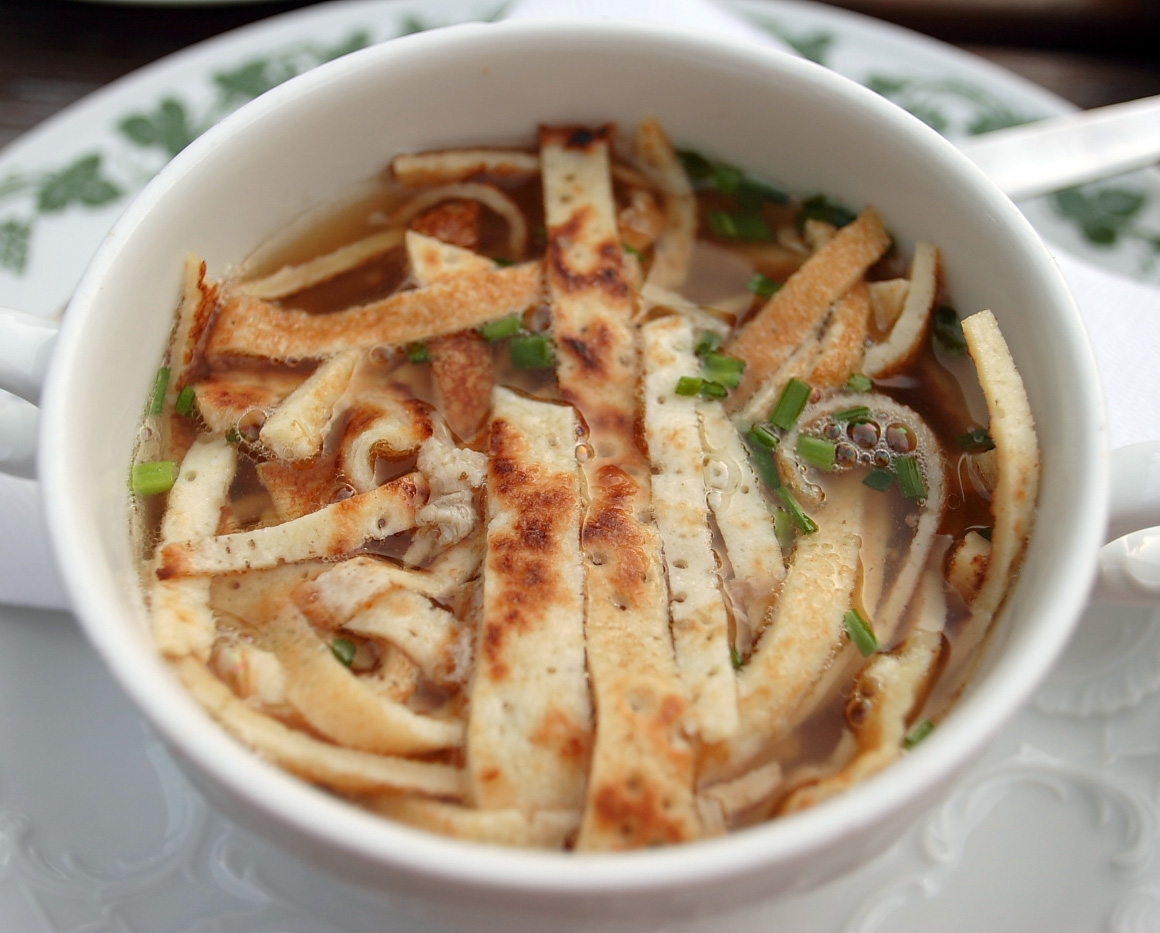
Flädlesuppe

- Einlaufsuppe (Fleisch- oder Gemüsebrühe mit verquirltem Ei)
- Feldsalat („Sunnewirbeli“, „Nüsslisalat“) mit Croûtons („Kracherle“)
- Flädlesuppe
- Markklößlesuppe

## Hauptgerichte

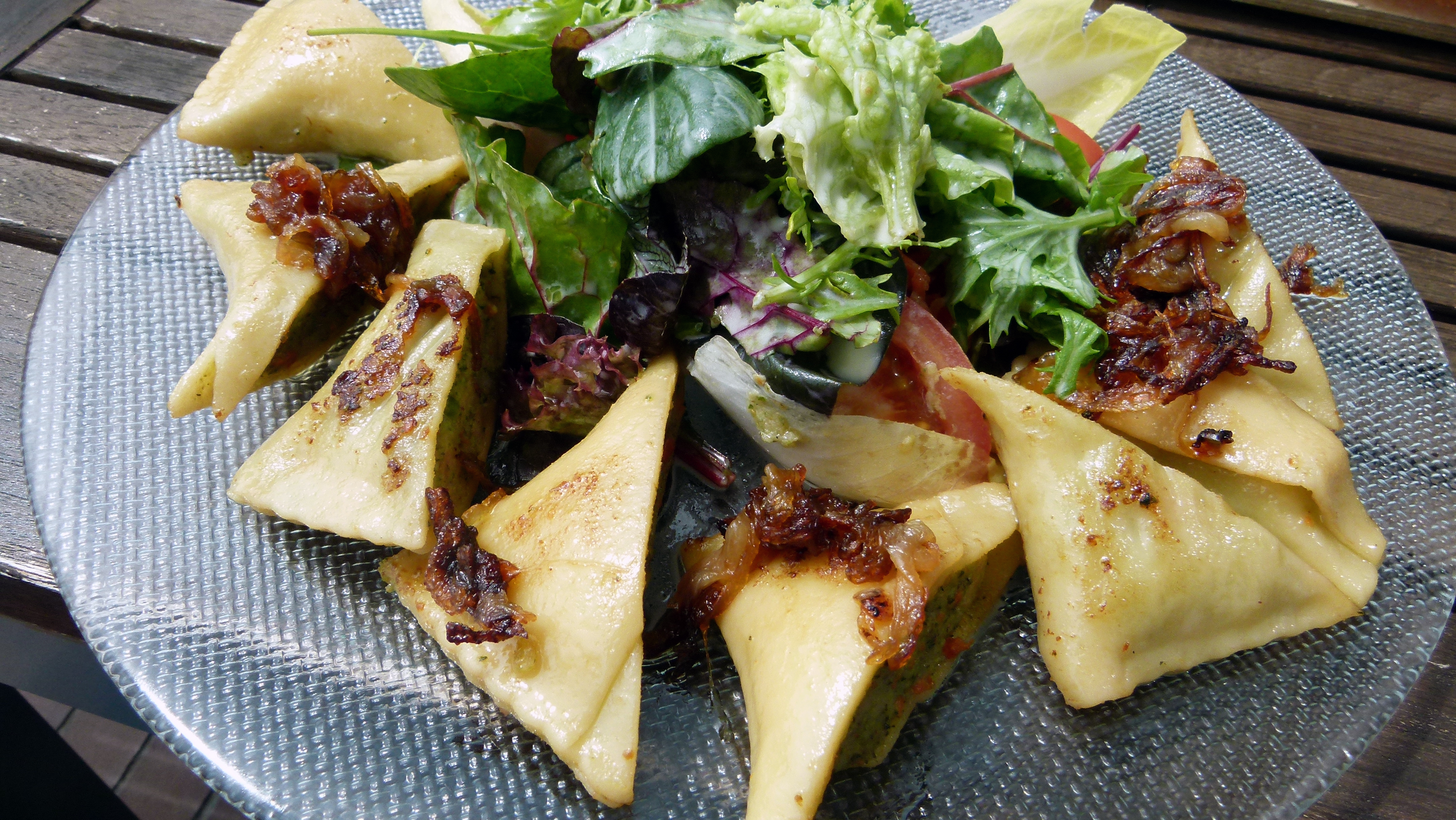
Badische Maultäschle in Zwiebelschmelze

- Bibbeliskäs (in Südbaden auch „Bibbeleskäs“ genannt, in Nordbaden „Weißer Käs“)

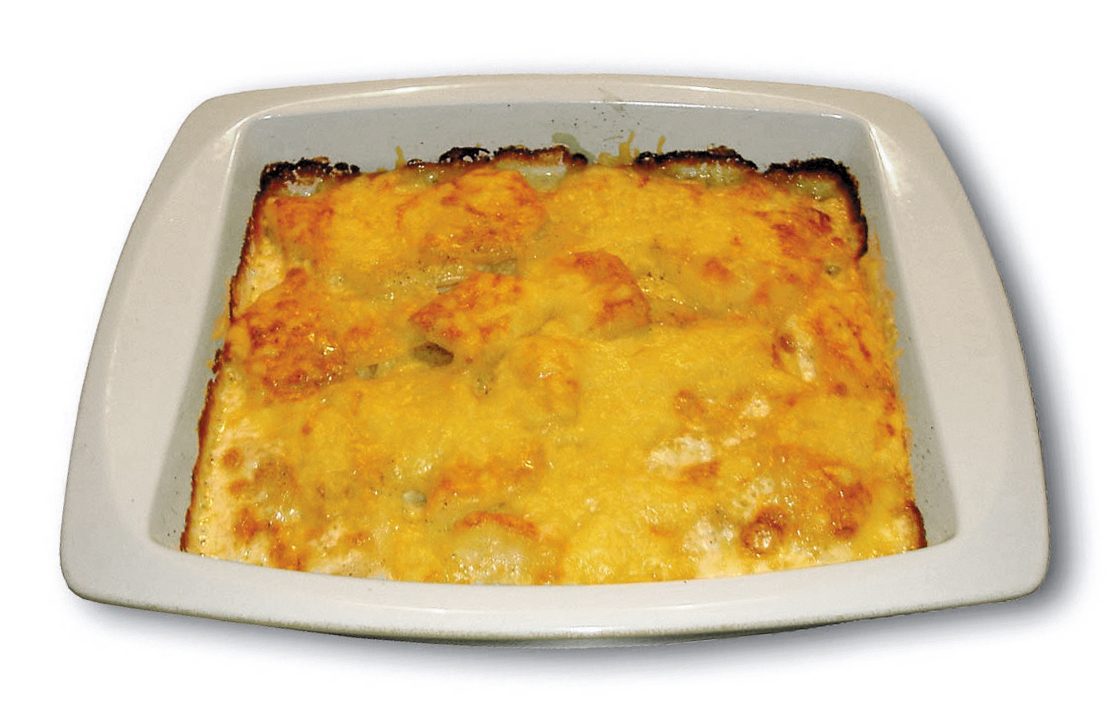
Rahmblättle
Badischer Kartoffelgratin

- Dampfnudeln mit Kartoffelsupp
- Egli
- Eingemachtes Kalbfleisch
- Käsespätzle
- Maultäschle
- Metzelsupp
- Ochsenbrust mit Meerrettichsoße

- Rahmblättle[1]
- Rehrücken Baden-Baden
- Schäufele („Schiifeli“)
- Spargel
- Sulz
- Wildschweingulasch

## Beilagen
- Schupfnudeln („Bubespitzle“)
- Spätzle (auch „Knöpfle“)
- Kartoffelsalat
- Pfannkuchen
- Kratzete

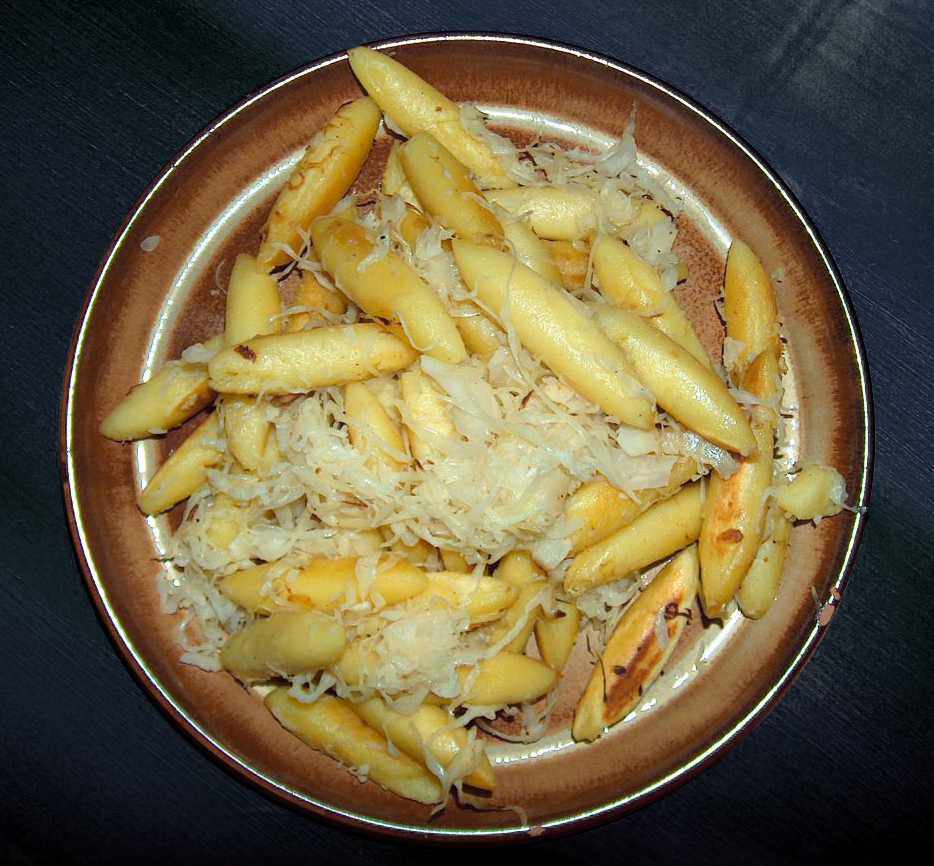
Schupfnudeln mit Sauerkraut

- Gedämpfte Kartoffeln (roh angebratene Kartoffelstücke, die in Wasser fertig gegart und anschließend erneut kross gebraten werden)
- „Brägele“ oder „Rauhbrägeldi“ (roh gebratene Bratkartoffeln)
- Brezel

## Zwischenmahlzeit
- Landjäger

## Süßspeisen

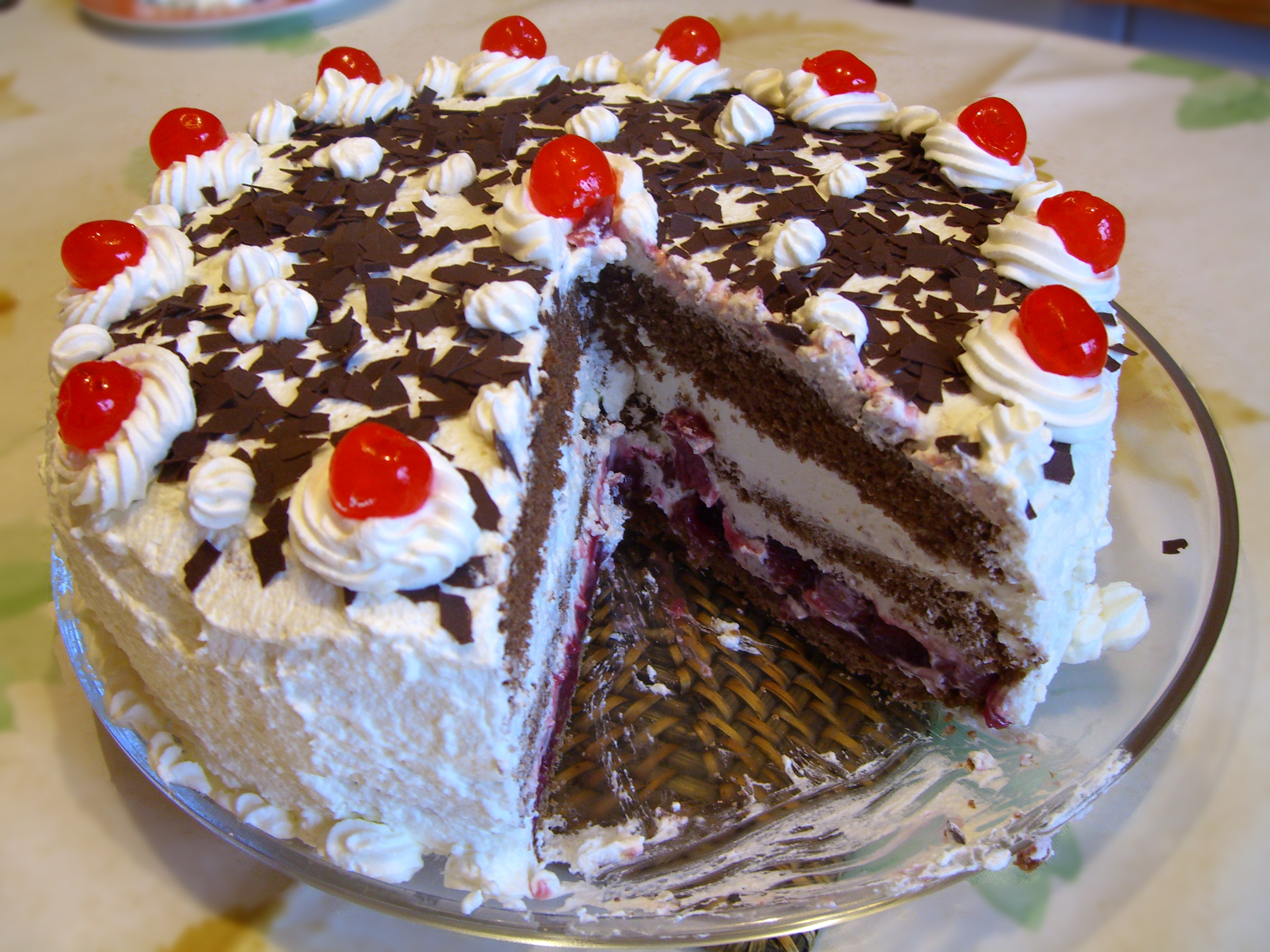
Schwarzwälder Kirschtorte

- Kirschenplotzer (ein Schichtkuchen auf der Basis von Zwieback und Kirschen)
- gedeckter Apfelkuchen
- Scherben („Schärbe“)
- Strübli („Striebele“)
- Apfelküchle
- Ofenschlupfer
- Schwarzwälder Kirschtorte
- Wähe
- Neujahrsbrezel